# Thricops coquilletti
Thricops coquilletti är en tvåvingeart som först beskrevs av Malloch 1920.  Thricops coquilletti ingår i släktet Thricops och familjen husflugor. Arten är reproducerande i Sverige. Inga underarter finns listade i Catalogue of Life.